# Glittertjärnen, Västerbotten
Glittertjärnen är en sjö i Vindelns kommun i Västerbotten och ingår i Umeälvens huvudavrinningsområde.